# Has (Albanie)
Pour les articles homonymes, voir Has.
Has est une municipalité d'Albanie, appartenant à la préfecture de Kukës. Sa population est de 16 790 habitants en 2011.

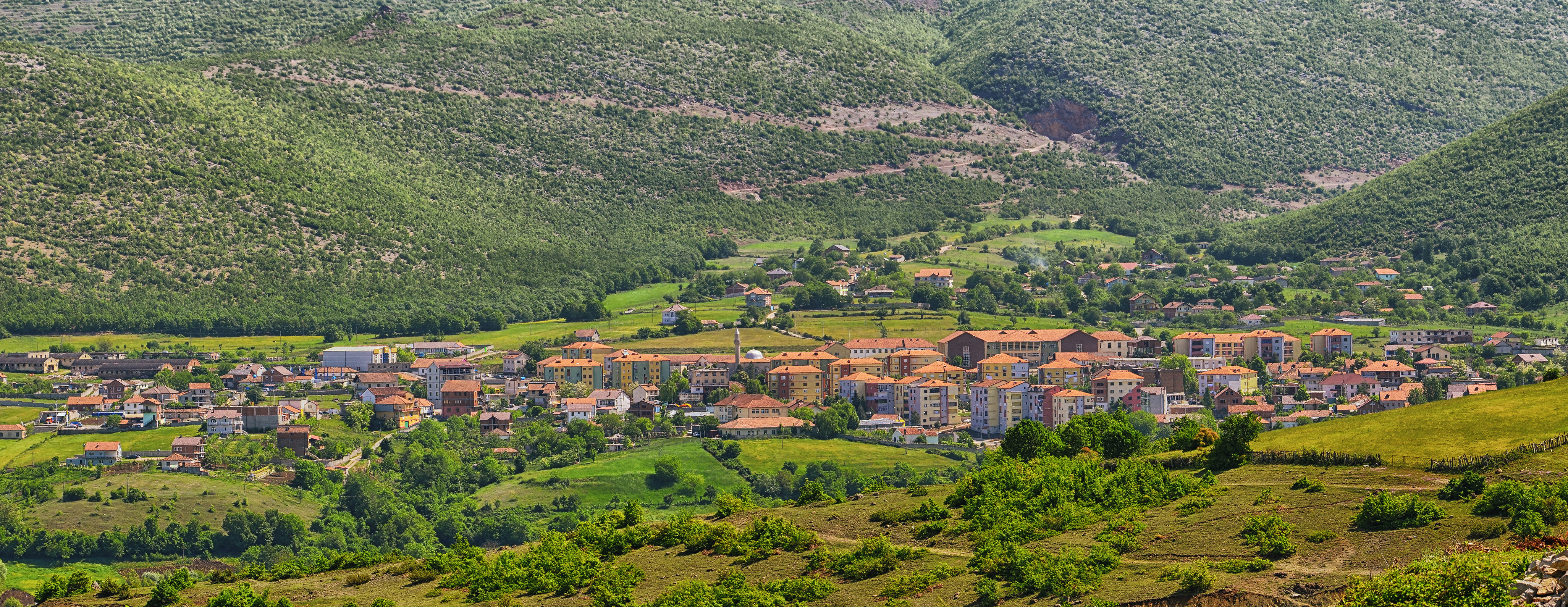
Vue générale du village de Krumë, une des localités de la municipalité de Has